# Сапеле (город)
Сапеле (англ. Sapele) — портовый город на юге Нигерии, на территории штата Дельта.

## Географическое положение
Город находится в северо-западной части штата, в западной части дельты Нигера, на левом берегу реки Бенин. Абсолютная высота — 33 метра над уровнем моря.
Сапеле расположен на расстоянии приблизительно 112 километров к западу-юго-западу от Асабы, административного центра штата и на расстоянии 395 километров к юго-юго-западу от Абуджи, столицы страны.

## Население
По данным переписи 1991 года численность населения Сапеле составляла 109 576 человек.
Динамика численности населения города по годам:
| 1991    | 2012    |
| ------- | ------- |
| 109 576 | 231 549 |

## Транспорт
Ближайший аэропорт расположен в городе Варри.

## Известные уроженцы
- Дэвид Дейро Дефиагбон — профессиональный боксёр.
- Блессинг Окагбаре — легкоатлетка.
- Кифи Обареки Дон Момо — певица.